# Eslovaquia en los Juegos Paralímpicos de Atlanta 1996
Eslovaquia estuvo representada en los Juegos Paralímpicos de Atlanta 1996 por un total de 28 deportistas, 23 hombres y cinco mujeres.

## Medallistas
El equipo paralímpico eslovaco obtuvo las siguientes medallas:
| Nombre | Deporte           | Evento                                         |
| --- | ----------------- | ---------------------------------------------- |
| Oro |                   |                                                |
| Anton Sluka | Atletismo         | Maratón T12 masculino                          |
| Andrej Zaťko | Natación          | 50 m mariposa S3 masculino                     |
| Plata |                   |                                                |
| Miroslav Jambor | Ciclismo en pista | 200 m velocidad tándem clase abierta masculino |
| Margita Prokeinová | Natación          | 50 m mariposa S7 femenino                      |
| Ladislav Gáspár | Tenis de mesa     | Clase abierta 6-10 masculino                   |
| Pavol Betin Michal Csáder Richard Kováč Jaroslav Makovnik Andrej Marcin Josef Mihalco Peter Moravčík Michal Nestorik Ľubomír Novosad Pavol Sedlák Marek Tomšík | Voleibol de pie   | Torneo masculino                               |
| Bronce |                   |                                                |
| František Gödri | Atletismo         | Pentatlón P11 masculino                        |
| Margita Prokeinová | Natación          | 50 m libre S7 femenino                         |
| Andrej Zaťko | Natación          | 50 m braza SB2 masculino                       |
| Ladislav Gáspár | Tenis de mesa     | Individual 9 masculino                         |
| Emil Dovalovszki Ladislav Gáspár | Tenis de mesa     | Equipo 9-10 masculino                          |